# Prinzapolka
Prinzapolka es un municipio de la Región Autónoma de la Costa Caribe Norte en la República de Nicaragua. La cabecera es la localidad de Alamikamba.

## Geografía
El término municipal limita al norte con los municipios de Rosita y Puerto Cabezas, al sur con los municipios de La Cruz de Río Grande y Desembocadura de Río Grande, al este con el Mar Caribe y al oeste con los municipios de Siuna y Mulukukú.
La cabecera municipal, Alamikamba, está ubicada a 630 kilómetros de la capital de Managua.

## Historia

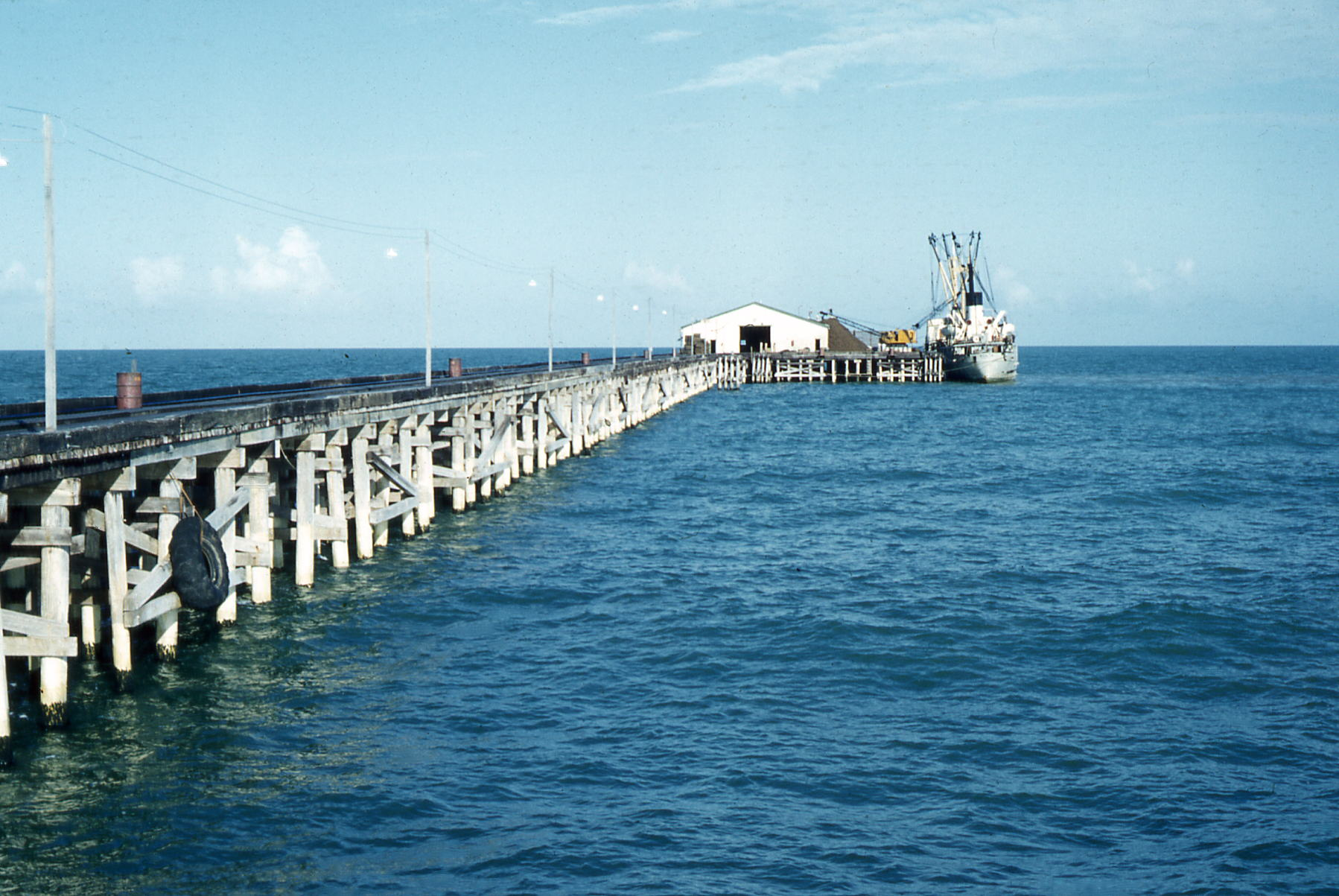
Muelle donde se embarcan los metales extraídos en las minas de Siuna y Bonanza.

El municipio surge a finales del siglo XIX, ligado a la presencia de compañías bananeras y mineras que utilizaban el paso natural del río Prinzapolka para transportar sus productos. El nombre proviene de los Indios prinsus (de origen sumo) quienes fueron los primeros habitantes en llegar a Prinzapolka al ser desalojados por los misquitos en 1860 desde sus tierras originales. Desde inicio del siglo XIX hasta mediados de los años 1870 el río sirvió de vía fluvial para transportar abundantes riquezas, consistentes en oro, plata, cobre, zinc, madera y banano extraídas por empresas norteamericanas.
Prinzapolka fue fundada en 1889 como un distrito después de que se descubriera oro a lo largo del río Prinzapolka y llegara un gran número de buscadores de oro a la zona.

## Demografía
Prinzapolka tiene una población actual de 45,230 habitantes. De la población total, el 51% son hombres y el 49% son mujeres. Casi el 18.1% de la población vive en la zona urbana.

## Naturaleza y clima
El municipio tiene un clima tropical.

## Localidades
Las 32 comunidades del municipio se subdividen en tres sectores cada uno de los cuales posee sus propias características geográficas y culturales:
- Comunidades costeras del Mar Caribe.
- Curso inferior del río Prinzapolka.
- Curso superior del río.

## Economía
El índice de pobreza es muy grande, siendo la agricultura la principal actividad económica del municipio y es practicada por todas las comunidades. De la producción obtenida el 70% es destinado a la comercialización y el 30% restante al autoconsumo.
La actividad pesquera ocupa un lugar importante en el municipio, tanto para el autoconsumo como para la venta. Se pescan camarones, langostas y varias especies de peces, siendo los más apreciados el róbalo y la palometa. Cabe destacar que también se pescan tiburones para vender sus aletas en el mercado internacional.